# The Prime Time of Your Life
The Prime Time of Your Life – utwór francuskiego duetu Daft Punk, pochodząca z ich trzeciego albumu studyjnego, Human After All. Został wydany 17 czerwca 2006, jako czwarty i ostatni singiel z albumu, przez wytwórnię Virgin. Piosenka jest również ostatnim singlem Daft Punk na albumie studyjnym z Virgin. Do utworu powstał teledysk napisany i wyreżyserowany przez Tony’ego Gardnera, z efektami charakteryzacji autorstwa Alterian, Inc.

## Kompozycja
Charakterystyczną cechą „The Prime Time of Your Life” jest stopniowe przyspieszanie tempa pod koniec utworu. Heather Phares z AllMusic stwierdziła, że „schaffel beat […] stopniowo wyprzedza piosenkę, w końcu przyspiesza i pochłania ją”. Wczesna recenzja opisywała efekt narastającej prędkości jako przypominający Lila Louisa, a zakończenie brzmi jak pralka. Ogólna struktura „The Prime Time of Your Life” została opisana przez Matthew Weinera ze Stylus jako „nie tyle piosenka, co rama, na którą można załadować więcej wokoderów i przeskakujących trendy schaffelowych bitów”.
Na albumie koncertowym Daft Punk „Alive 2007”, „The Prime Time of Your Life” jest zmiksowany z utworami „The Brainwasher” z Human After All, a także z „Rollin’ & Scratchin” i „Alive” z Homework.